# Surra

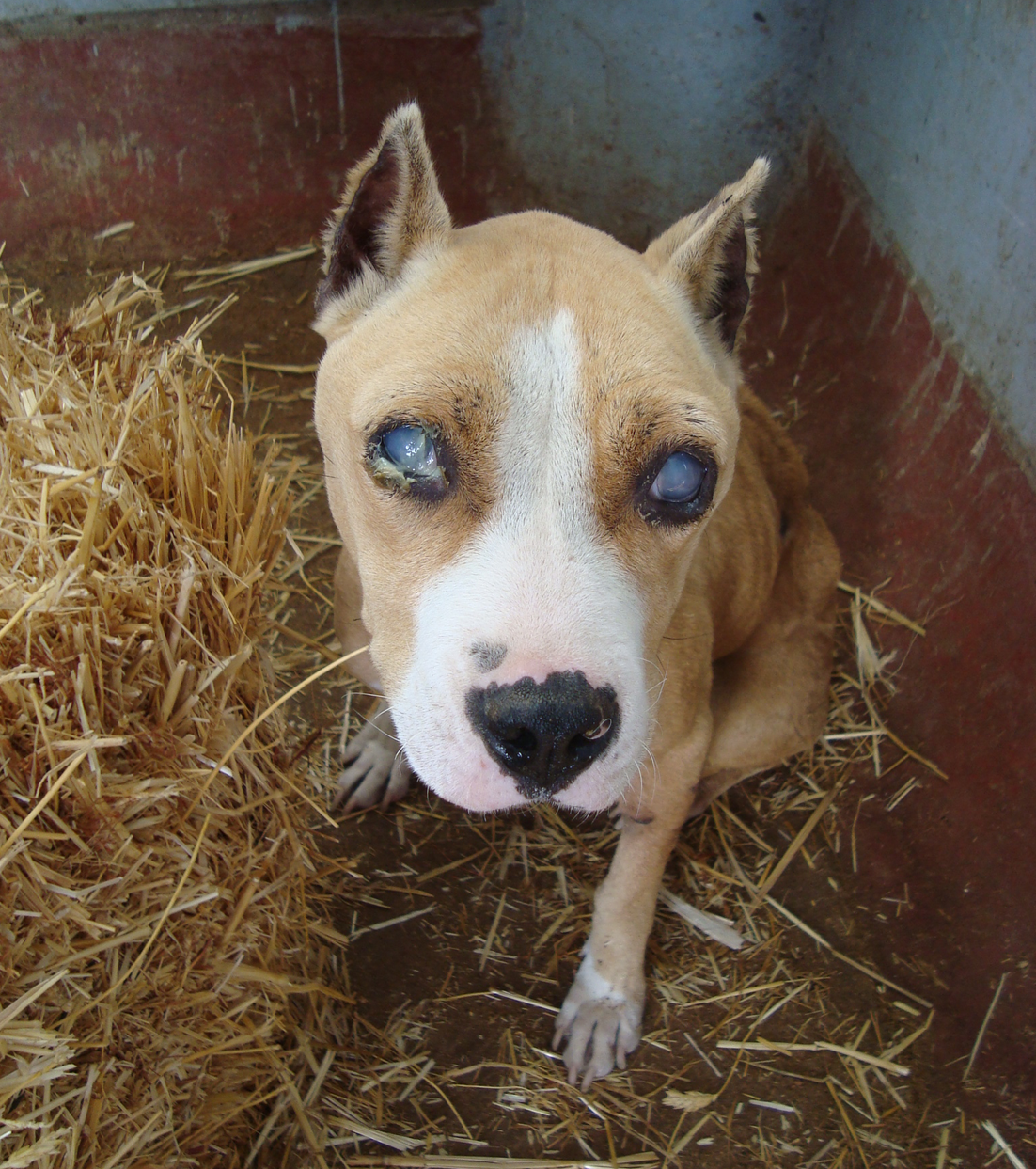
Surra (infection à Trypanosoma evansi chez un chien en Tunisie

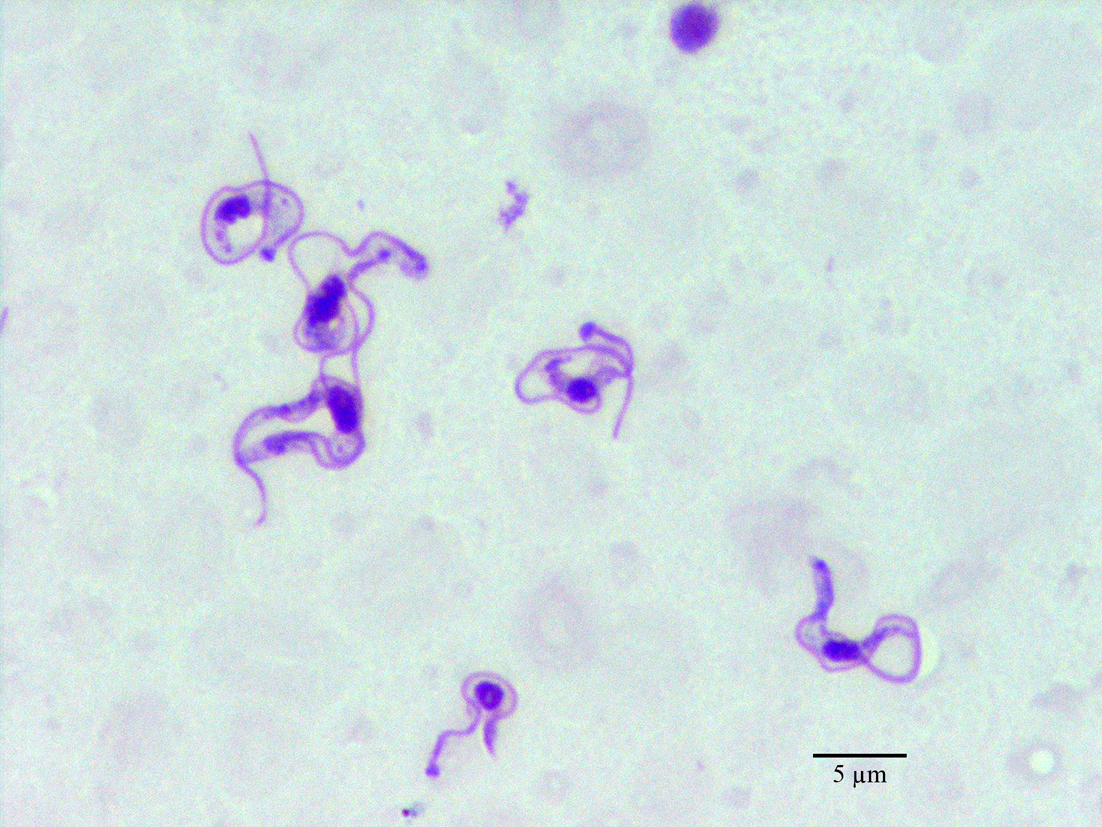
Trypanosoma evansi dans le sang d'un chien infecté

La surra est une maladie infectieuse des mammifères due à une espèce de trypanosome particulière, Trypanosoma evansi. La forme aigüe de la maladie sévit en Amérique du Sud, en Afrique du Nord et au Moyen-Orient. Elle affecte les chevaux, ânes, mulets, bovins, buffles, cerfs, chameaux, lamas, chiens et chats. Elle est transmise par les taons, ainsi que par la chauve-souris vampire Desmodus rotundus en Amérique du Sud. Ce fut la première trypanosomiase découverte, décrite par Griffith Evans en 1880, alors qu'il travaillait en Inde[réf. souhaitée].
Une forme chronique de la maladie, moins grave mais persistante, existe en Afrique chez les porcs, les moutons et les chèvres. Cette forme est causée par Trypanosoma suis, transmis par les mouches tsé-tsé.
Un cas de surra a été découvert chez l'homme en Inde en 2005, et un autre en Égypte, ce qui en fait une zoonose.